# John Raymond
John Raymond (* 19. November 1985) ist ein US-amerikanischer Jazzmusiker (Flügelhorn, Trompete, Komposition) und Hochschullehrer.

## Leben und Wirken
Raymond, der aus Minneapolis stammt, studierte Musik an der University of Wisconsin in Eau Claire, Wisconsin, wo er mit dem Bachelor of Music in Performance  abschloss. Anschließend zog er 2008 nach New York City, um dort das Masterstudium in Jazz am SUNY Purchase College zu absolvieren. Daneben spielte er in der dortigen Jazzszene mit Musikern wie Billy Hart, Orrin Evans, Kurt Rosenwinkel, Dan Tepfer und Linda May Han Oh. 2011 legte Raymond sein von Jon Faddis produziertes Debütalbum Strength & Song im Eigenverlag vor; 2014 entstand Foreign Territory (Fresh Sound New Talent), mit Dan Tepfer, Joe Martin und Billy Hart. In seinen folgenden eigenen Projekten arbeitete er mit dem Gitarristen Gilad Hekselman zusammen; daraus entstand das Trio Real Feels (mit Colin Stranahan, Schlagzeug) nach dem Vorbild der Formationen von Jim Hall und Art Farmer bzw. von Ron Miles, Bill Frisell und Brian Blade. Nach einem selbstbetitelten Album 2016 erschien das Livealbum Real Feels: Live, Vol. 1, 2018 die Studioproduktion Joy Ride (Sunnyside Records). Im Bereich des Jazz war er zwischen 2011 und 2017 an  sechs Aufnahmesessions beteiligt.
Seit 2017 unterrichtet er als Assistant Professor an der Indiana University Bloomington (Jacobs School of Music).

## Preise und Auszeichnungen
Raymond war 2009 Finalist bei der National Trumpet Competition. Beim  Down Beat Critics Poll wurde er 2017 in der Kategorie Rising Star Trumpeter auszeichnet.

## Diskographische Hinweise
- Real Feels Vol. 2 (Sunnyside Records, 2019), mit Gilad Hekselman, Colin Stranahan
- Shadowlands (Libellule Editions, 2023), mit Sean Carey